# Дністровські плавні (заповідне урочище)

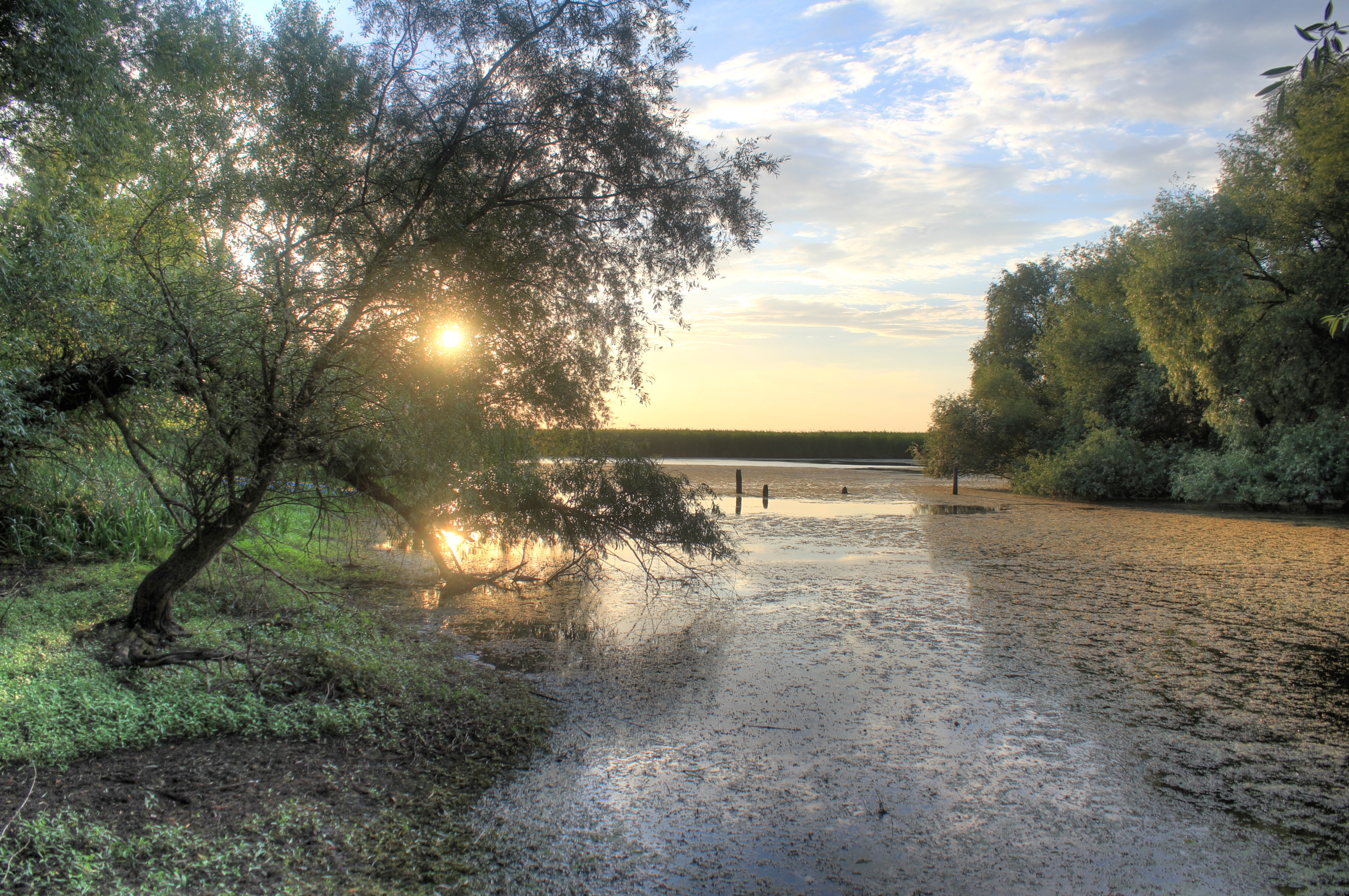

Дністровські плавні — заповідне урочище, розташоване в дельті Дністра, на території Одеського і Білгород-Дністровського районів Одеської області.
Площа — 7620 га. Заповідне урочище «Дністровські плавні» — частина природного комплексу Дністровських плавнів.

## Природа
Близько 10 видів тварин, що мешкають у заповідному урочищі «Дністровські плавні» занесено до Європейського Червоного списку, понад 40 видів — до Червоної Книги України. Плавні Дністра — основне місце годівлі коровайок та жовтих чапель, також плавні є нерестовищами для багатьох видів риб.

## Історія
1 листопада 1993 р. створено заповідне урочище «Дністровські плавні» площею 7620 га.
10 березня 1994 р. Указом Президента України № 79/94 пониззя Дністра були зарезервовані для створення національного природного парка «Нижньодністровський».
11 січня 2002 р. Одеська обласна рада ухвалила рішення про створення національного природного парку «Нижньодністровський» на землях Біляївського, Білгород-Дністровського та Овідіопольського районів на площі 22400 га.
13 листопада 2008 р. Указом Президента України Віктора Ющенка значна частина територій заповідного урочища «Дністровські плавні» включена до складу Нижньодністровського національного природного парку.